# II. Harald norvég király
II. Harald Eriksson vagy Szürkeköpenyes Harald (922 – 976) norvég király 961-től haláláig.
I. Erik fiaként született, és édesapja halála után Dániában keresett menedéket. Nagybátyja, I. Harald dán király segítségével ő és fivérei többször is rajtaütöttek I. Haakon norvég seregein és 961-ben megölték a királyt. Miután testvérei lemondtak trónigényükről, 963-ban, Harald lett a király. Harald kíméletlen eszközökkel uralkodott; az oslói tartomány két királyát, valamint Haakont, Lade urát is meggyilkoltatta. Neki tulajdonítják az első keresztény missziók megalapítását Norvégiában. Általános felzúdulást keltett azzal, hogy betiltotta a pogány istenségek nyilvános tiszteletét. 976-ban a dán Kékfogú Harald Jütlandba csalta és Haakon, Lade earljének a fia segítségével megölette a Limfordi csatában, Hals közelében. A trónon nagybátyja, a dán Harald követte, de a tényleges uralkodó Haakon jarl lett.

## Házassága
Nem lehet valószínű, hogy Harald valaha is megházasodott volna, egy törvénytelen gyermekéről tudnak a források, neve nem ismert.